# معاینه بالینی
معاینه بالینی (معاینهٔ بدنی/آزمایش بالینی/سمپتوماتولوژی یا «چک‌آپ») (به انگلیسی: Clinical examination) در پزشکی و پرستاری به دانش درک و شناخت علائم پزشکی (ساین) و نشانه‌های بیماری (سمپتوم) گفته می‌شود که با حس‌های پنجگانه معمولی و بدون نیاز به تجهیزات ویژه پزشکی یا به‌عبارتی بر بالین بیمار نیز، قابل تشخیص بوده و در نخستین مراجعه بیمار و به‌صورت سرپایی (درون مطب و کلینیک) توسط پزشک یا پرستار تشخیص داده می‌شوند. آزمون کلینیکال همواره باید به‌همراه شرح‌حال بیمار تهیه شود؛ زیرا بهترین گزارش از سمپتوم و نشانه‌های بیماری-که در واقع، تجربه خود بیمار از بیماری‌اش است-در شرح‌حال یا آنامنسی درج شده و مجموع آزمون‌های بالینی و شرح‌حال پرونده پزشکی بیمار را تشکیل می‌دهند. بنابر یک فراپژوهش بنیاد همیاری کوکران معاینه معمول سالانه، خطر ابتلا به بیماری یا مرگ را کاهش نمی‌دهد و برعکس، می‌تواند منجر به تشخیص بسیاری مشکلات کم‌خطر و افراط در روند درمان شود.

## کاربرد در پزشکی

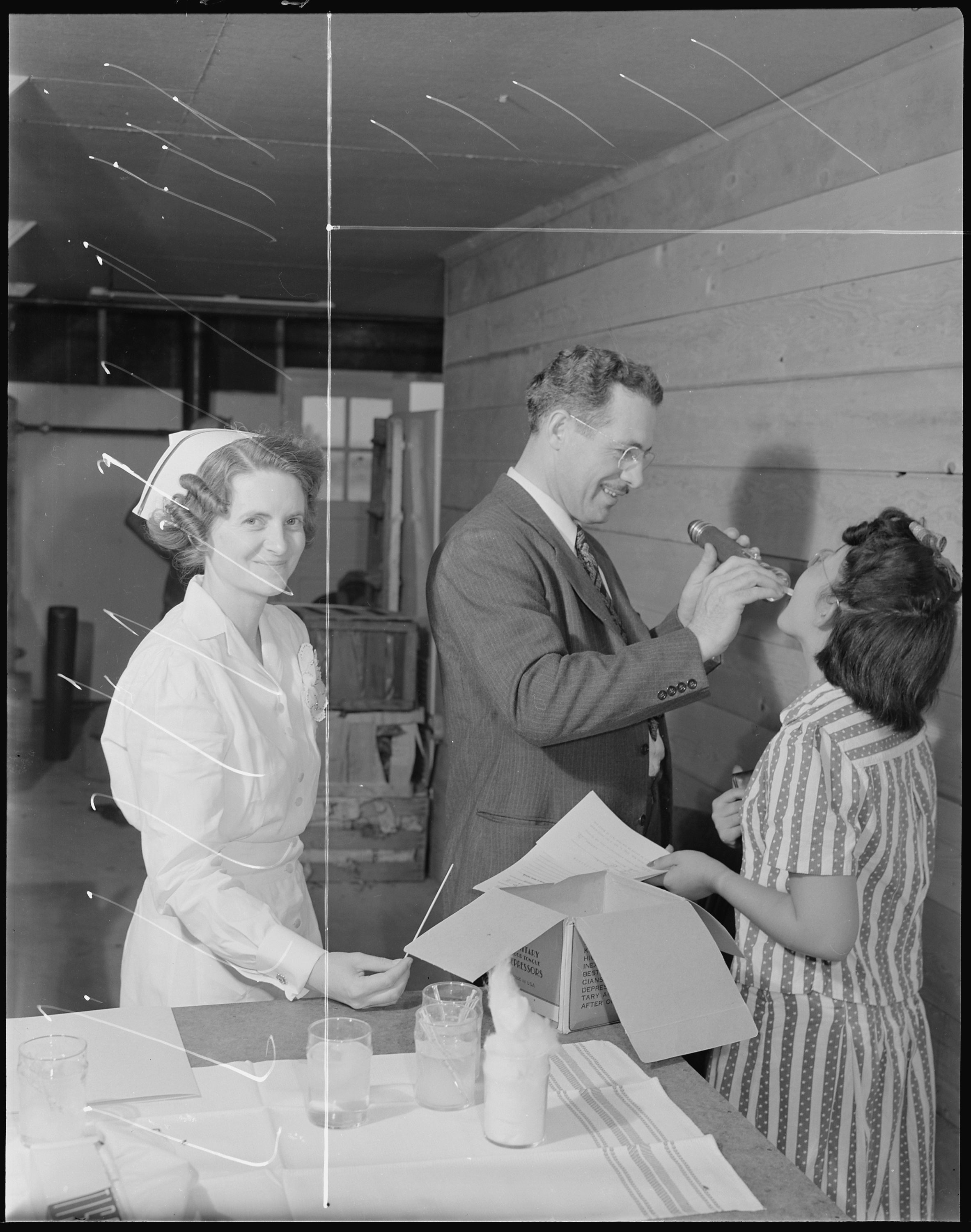
یک پزشک رزیدنت در حال معاینه گلوی بیمار.

آزمون یا معاینه جامع فیزیکی (معاینه اجرایی)، به‌طور معمول، شامل تست‌های آزمایشگاهی، رادیوگرافی قفسه سینه، تست عملکرد ریوی، اودیوگرام، سی‌تی‌اسکن کامل بدن، نوار قلب، تست قلب تحت فشار، آزمایش‌های عروقی، آزمایش ادرار، آزمایش ماموگرافی یا پروستات، بسته به جنس بیمار است و در پزشکی، کاربردهایی گوناگون دارند:

### ایجاد رابطه پزشک-بیمار
معاینه، علاوه بر امکان شناسایی علائم بیماری، به‌عنوان آیین و رسمی که نقش مهمی را در شکل‌گیری رابطه پزشک یا پرستار با بیمار ایفا می‌کند توصیف می‌شود.

### معاینه پیش‌استخدامی
معاینات پیش از استخدام، از کاربردهای دیگر معاینه بالینی است و آزمون‌های غربال‌گری و کنترلی‌ای هستند که داوری دربارهٔ مناسب‌بودن یک کارگر برای استخدام بر اساس نتایج حاصل از معاینه فیزیکی‌اش را آسان می‌کند. بسیاری از کارفرمایان در کشورهای پیشرفته بر این باورند که با استخدام کارگرانی که معاینه پیش‌استخدامی را برطبق معیارهای ویژه و انحصاری می‌گذرانند، در مجموع، از نظر غیبت به‌دلیل بیماری یا آسیب‌های محیط کار، مشکل کمتری خواهند داشت.

## آزمایش‌های رایج در چکاپ بدن
چکاپ بدن شامل مجموعه‌ای از آزمایش‌های مختلف است که بسته به سن، جنسیت، و شرایط جسمی فرد متغیر است. مهم‌ترین آزمایش‌های چکاپ عبارت‌اند از:
1. آزمایش خون کامل (CBC): بررسی کم‌خونی، عفونت‌ها و مشکلات خونی.
2. آزمایش قند خون: تشخیص دیابت و پیش‌دیابت.
3. آزمایش چربی خون (کلسترول و تری‌گلیسرید): ارزیابی خطر بیماری‌های قلبی و عروقی.
4. آزمایش عملکرد کبد و کلیه: بررسی سلامت کبد و کلیه‌ها.
5. آزمایش هورمون‌های تیروئید: تشخیص اختلالات تیروئیدی.
6. آزمایش ادرار: بررسی عفونت‌های ادراری و عملکرد کلیه.
7. تست‌های قلبی (نوار قلب و تست استرس): ارزیابی سلامت قلب.
8. آزمایش‌های ویتامین‌ها و مواد معدنی: بررسی کمبودهای تغذیه‌ای مانند ویتامین D و آهن.[۸]

## کاربردهای آزمایش چکاپ
- تشخیص بیماری‌های متابولیک: مانند دیابت و اختلالات چربی خون.
- ارزیابی عملکرد اندام‌های حیاتی: از جمله کبد، کلیه، و قلب.
- بررسی سطح ویتامین‌ها و مواد معدنی: برای شناسایی کمبودهای تغذیه‌ای.
- بررسی وضعیت هورمونی بدن: برای تشخیص اختلالات تیروئیدی یا هورمونی.
- پیش‌بینی مشکلات قلبی-عروقی: از طریق بررسی فشار خون و چربی‌های خون.[۹]

## ساختار و تفسیر و تحلیل
معاینه فیزیکی ممکن‌است که شامل بررسی علائم حیاتی‌ای همچون: بررسی دما، فشار خون، نبض و تعداد تنفس باشد. پزشک یا پرستار باید از حواس بینایی، شنوایی، لامسه و نیز گاهی بویایی (در عفونت، اورمی، کتواسیدوز دیابتی) با هم استفاده کند.
آزمایش کلینیک یا بالینی بر چهار اصل (عمل)، استوار است که همگی توسط حس‌های پنچگانه معمولی، قابل درک هستند:
- مشاهده: شامل نگاه به تمام بدن بیمار از سر تا پا برای درک تفاوت‌ها و مشکلات قابل دیدن از جمله قرمزی، تورم، تغییر رنگ در اندام‌ها و زخم‌ها و غیره.
- لمس: شامل لمس پوست و ایجاد فشار توسط انگشت بر روی ناحیه مورد نظر و درک و تشخیص تغییر یا سختی یا نرمی غیرطبیعی اندام زیر پوست و نیز تشخیص واکنش اندام در حال لمس.
- دق: ایجاد ضربه خفیف غیرمستقیم بر نواحی مختلف بدن و شناخت تغییرات در آن‌ها.
- سمع: شنیدن وضعیت صوتی اندام‌ها شامل قلب، ریه، پریستالسی روده و غیره.

پس از انجام چهار عمل اصلی و با توجه به گمانه‌زنی پزشک برای بیماری‌های ممکن، پروسه با آزمایش‌های تخصصی و متمرکزی همچون: نورولوژی، ارتوپدی و آزمون‌هایی چون: تست تروسو و غیره ادامه می‌یابد.

## پیرابالینی
به روش‌های بررسی و تشخیص بیماری یا نقائصی گفته‌می‌شود که در غیر از بالین بیمار، مثلاً در آزمایشگاه، پرتوشناسی (رادیولوژی) یا نایژه‌بینی (برونکوسکوپی)، موارد پاراکلینیک (به انگلیسی: Paraclinical) یا پیرابالینی انجام می‌گیرد؛ به‌بیان دیگر، موارد پیرابالینی مربوط به ناهنجاری‌های نهفته در ورای تظاهرات بالینی است که معمولاً از طریق بررسی‌های آزمایشگاهی کشف می‌شود؛ به بخش‌هایی که در بیمارستان چنین بررسی‌هایی را انجام می‌دهند بخش‌های پاراکلینیک گویند؛ برای مثال، تشخیص قطعی بسیاری از نقائص مادرزادی آنزیمی مانند بیماری شیره درخت افرا (که بدون آزمایش، ممکن نیست) یا تشخیص سنگ کیسه صفرا با ERCP.